# Länsväg 865 (Norrbottens län)
De Zweedse weg 865 is een verbindingsweg binnen de Zweedse gemeente Gällivare. De weg tussen Leipojärvi en Masugnsbyn voert door een moerasgebied en is ongeveer 60 km lang.
Plaatsen langs deze weg:
- Leipojärvi ; kruising met de Europese weg 10,
- Dokkas,
- Purnuvaara,
- Markitta,
- Nilivaara,
- Kilvokielinen,
- Valtio,
- Palo,
- Vettasjärvi,
- Kääntöjärvi,
- Nurmasuanto,
- Masugnsbyn; kruising met Länsväg 395.